# Wereldkampioenschappen baanwielrennen 2017
De wereldkampioenschappen baanwielrennen 2017 werden van 12 tot en met 16 april 2017 gehouden in het Hongkong Velodrome in Hongkong. Er stonden twintig onderdelen op het programma, tien voor mannen en tien voor vrouwen. Dit was het eerste jaar dat de vrouwen ook de koppelkoers reden.

## Wedstrijdschema
|  | Wedstrijden | F | Finales |

| Datum →              | 12 | 12 | 13 | 13 | 14 | 14 | 15 | 15 | 16 | 16 |
| Onderdeel ↓          | M  | A  | M  | A  | M  | A  | M  | A  | M  | A  |
| -------------------- | -- | -- | -- | -- | -- | -- | -- | -- | -- | -- |
| 1 km tijdrit         |    |    |    |    |    |    |    |    | Q  | F  |
| Ind. achtervolging   |    |    |    |    | Q  | F  |    |    |    |    |
| Keirin               |    |    |    |    |    |    |    |    |    |    |
| Omnium               |    |    |    |    |    |    |    |    |    |    |
| Puntenkoers          |    |    |    |    |    | F  |    |    |    |    |
| Scratch              |    |    |    | F  |    |    |    |    |    |    |
| Sprint               |    |    |    |    |    |    |    |    |    |    |
| Ploegenachtervolging | Q  | R1 |    | F  |    |    |    |    |    |    |
| Teamsprint           |    | F  |    |    |    |    |    |    |    |    |
| Koppelkoers          |    |    |    |    |    |    |    |    |    | F  |

| Datum →              | 12 | 12 | 13 | 13 | 14 | 14 | 15 | 15 | 16 | 16 |
| Onderdeel ↓          | M  | A  | M  | A  | M  | A  | M  | A  | M  | A  |
| -------------------- | -- | -- | -- | -- | -- | -- | -- | -- | -- | -- |
| 500m tijdrit         |    |    |    |    |    |    | Q  | F  |    |    |
| Ind. achtervolging   |    |    |    |    |    |    | Q  | F  |    |    |
| Keirin               |    |    |    |    |    |    |    |    |    |    |
| Omnium               |    |    |    |    |    |    |    |    |    |    |
| Puntenkoers          |    |    |    |    |    |    |    |    |    | F  |
| Scratch              |    | F  |    |    |    |    |    |    |    |    |
| Sprint               |    |    |    |    |    |    |    |    |    |    |
| Ploegenachtervolging | Q  |    |    | F  |    |    |    |    |    |    |
| Teamsprint           |    | F  |    |    |    |    |    |    |    |    |
| Koppelkoers          |    |    |    |    |    |    |    | F  |    |    |

## Medailles

### Mannen
| Onderdeel            | Goud | Goud                                                                                   | Zilver  | Zilver                                                                             | Brons | Brons                                                                           |
| -------------------- | ---- | -------------------------------------------------------------------------------------- | ------- | ---------------------------------------------------------------------------------- | ----- | ------------------------------------------------------------------------------- |
| Sprint               | RUS  | Denis Dmitrjev                                                                         | NED     | Harrie Lavreysen                                                                   | NZL   | Ethan Mitchell                                                                  |
| 1 km tijdrit         | FRA  | François Pervis                                                                        | CZE FRA | Tomáš Bábek Quentin Lafargue                                                       |       |                                                                                 |
| Achtervolging        | AUS  | Jordan Kerby                                                                           | ITA     | Filippo Ganna                                                                      | AUS   | Kelland O’Brien                                                                 |
| Ploegenachtervolging | AUS  | Sam Welsford Cameron Meyer Alexander Porter Nick Yallouris Kelland O'Brien Rohan Wight | NZL     | Regan Gough Pieter Bulling Dylan Kennett Nicholas Kergozou                         | ITA   | Simone Consonni Liam Bertazzo Filippo Ganna Francesco Lamon Michele Scartezzini |
| Teamsprint           | NZL  | Ethan Mitchell Sam Webster Eddie Dawkins                                               | NED     | Jeffrey Hoogland Harrie Lavreysen Matthijs Büchli Theo Bos Nils van 't Hoenderdaal | FRA   | Benjamin Edelin Sebastien Vigier Quentin Lafargue François Pervis               |
| Keirin               | MAS  | Azizulhasni Awang                                                                      | COL     | Fabián Puerta                                                                      | CZE   | Tomáš Bábek                                                                     |
| Scratch              | POL  | Adrian Tekliński                                                                       | GER     | Lucas Liß                                                                          | GBR   | Christopher Latham                                                              |
| Puntenkoers          | AUS  | Cameron Meyer                                                                          | BEL     | Kenny De Ketele                                                                    | POL   | Wojciech Pszczolarski                                                           |
| Koppelkoers          | FRA  | Morgan Kneisky Benjamin Thomas                                                         | AUS     | Cameron Meyer Callum Scotson                                                       | BEL   | Moreno De Pauw Kenny De Ketele                                                  |
| Omnium               | FRA  | Benjamin Thomas                                                                        | NZL     | Aaron Gate                                                                         | ESP   | Albert Torres                                                                   |

- Renners van wie de namen schuingedrukt staan kwamen in actie tijdens minimaal één ronde maar niet tijdens de finale.

### Vrouwen
| Onderdeel            | Goud | Goud                                                      | Zilver | Zilver                                                    | Brons | Brons                                                                         |
| -------------------- | ---- | --------------------------------------------------------- | ------ | --------------------------------------------------------- | ----- | ----------------------------------------------------------------------------- |
| Sprint               | GER  | Kristina Vogel                                            | AUS    | Stephanie Morton                                          | HKG   | Lee Wai Sze                                                                   |
| 500m tijdrit         | RUS  | Darja Sjmeleva                                            | GER    | Miriam Welte                                              | RUS   | Anastasia Vojnova                                                             |
| Achtervolging        | USA  | Chloé Dygert                                              | AUS    | Ashlee Ankudinoff                                         | USA   | Kelly Catlin                                                                  |
| Ploegenachtervolging | USA  | Kelly Catlin Chloé Dygert Kimberly Geist Jennifer Valente | AUS    | Amy Cure Ashlee Ankudinoff Alexandra Manly Rebecca Wiasak | NZL   | Racquel Sheath Rushlee Buchanan Kirstie James Jaime Nielsen Michaela Drummond |
| Teamsprint           | RUS  | Darja Sjmeleva Anastasia Vojnova                          | AUS    | Kaarle McCulloch Stephanie Morton                         | GER   | Miriam Welte Kristina Vogel                                                   |
| Keirin               | GER  | Kristina Vogel                                            | COL    | Martha Bayona                                             | BEL   | Nicky Degrendele                                                              |
| Scratch              | ITA  | Rachele Barbieri                                          | GBR    | Elinor Barker                                             | BEL   | Jolien D'Hoore                                                                |
| Puntenkoers          | GBR  | Elinor Barker                                             | USA    | Sarah Hammer                                              | NED   | Kirsten Wild                                                                  |
| Koppelkoers          | BEL  | Jolien D'Hoore Lotte Kopecky                              | GBR    | Emily Nelson Elinor Barker                                | AUS   | Amy Cure Alexandra Manly                                                      |
| Omnium               | GBR  | Katie Archibald                                           | NED    | Kirsten Wild                                              | AUS   | Amy Cure                                                                      |

### Medaillespiegel
| Plaats | Land                | Goud | Zilver | Brons | Totaal |
| 1      | Australië           | 3    | 5      | 3     | 11     |
| 2      | Frankrijk           | 3    | 1      | 1     | 5      |
| 3      | Rusland             | 3    | 0      | 1     | 4      |
| 4      | Duitsland           | 2    | 2      | 1     | 5      |
| 4      | Verenigd Koninkrijk | 2    | 2      | 1     | 5      |
| 6      | Verenigde Staten    | 2    | 1      | 1     | 4      |
| 7      | Nieuw-Zeeland       | 1    | 2      | 2     | 5      |
| 8      | België              | 1    | 1      | 3     | 5      |
| 9      | Italië              | 1    | 1      | 1     | 3      |
| 10     | Polen               | 1    | 0      | 1     | 2      |
| 11     | Maleisië            | 1    | 0      | 0     | 1      |
| 12     | Nederland           | 0    | 3      | 1     | 4      |
| 13     | Colombia            | 0    | 2      | 0     | 2      |
| 14     | Tsjechië            | 0    | 1      | 1     | 2      |
| 15     | Hongkong            | 0    | 0      | 1     | 1      |
| 15     | Spanje              | 0    | 0      | 1     | 1      |
| Totaal | Totaal              | 20   | 21     | 19    | 60     |